# Caliópio (gramático)
Caliópio (em latim: Calliopius) foi um estudioso romano do século IV/VI. Um advogado ou gramático, foi o editor da obra de Terêncio mencionado em várias subscrições contidos no manuscrito da obra de Terêncio.